# Гроші (Арад)
Гроші (рум. Groși) — село у повіті Арад в Румунії. Входить до складу комуни Вирфуріле.
Село розташоване на відстані 350 км на північний захід від Бухареста, 97 км на схід від Арада, 92 км на південний захід від Клуж-Напоки, 122 км на північний схід від Тімішоари.

## Населення
За даними перепису населення 2002 року у селі проживала 131 особа, з них 130 осіб (99,2%) румунів. Усі жителі села рідною мовою назвали румунську.